# Kreuzäcker (Schwäbisch Hall)
Kreuzäcker ist ein Stadtteil von Schwäbisch Hall. 

## Geografie
Der Stadtteil umfasst die Wohngebiete Lehen, Kreuzäcker, Herrenäcker, Klingenberg, Friedensberg. 

## Geschichte
In der Gegend der Kreuzäcker sind Bauwerke der Bandkeramiker-Kultur (Jungsteinzeit) aus der Zeit um 4000 v. Chr. belegt. Sie gelten als „erste menschliche Ansiedlung“ im Bereich der heutigen Stadt Schwäbisch Hall. 2022 hatte der Stadtteil 4.195 Einwohner.

## Religion

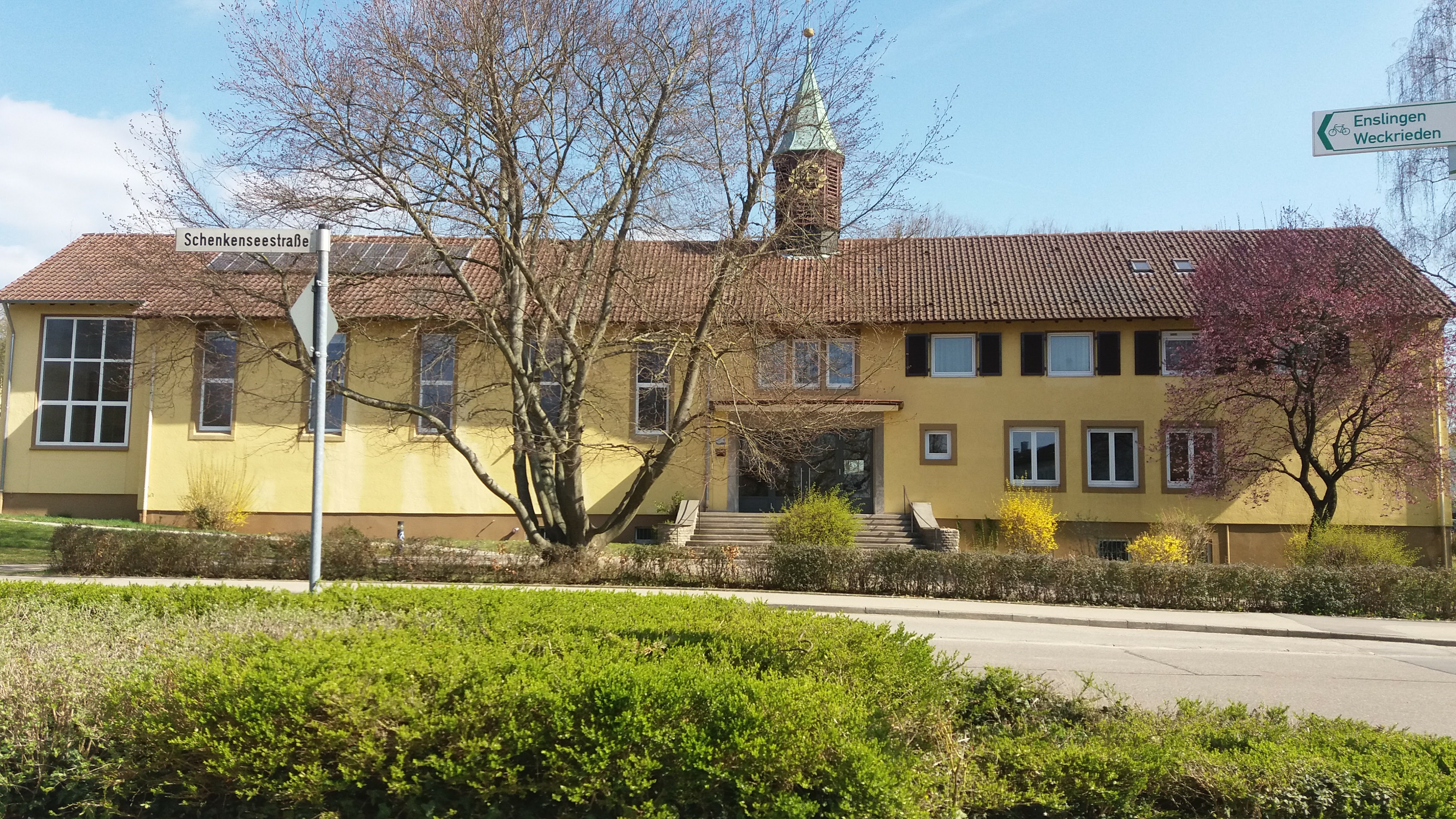
Kreuzäckerkirche und Gemeindehaus am Limpurger Platz 25

Die  Kreuzäckerkirche, Schenkenseestr. 25 wurde am 16. Dezember 1956 zusammen mit dem evangelischen Gemeindehaus und dem Kindergarten in der Kreuzäckersiedlung eingeweiht. 

## Bildung
Die Grundschule Kreuzäcker am Beuscherweg 8 ist eine zweizügige Regelschule.